# Молодіжний чемпіонат світу з хокею із шайбою 2015
Молоді́жний чемпіона́т сві́ту з хоке́ю із ша́йбою 2015 (англ. 2015 World Junior Ice Hockey Championships) — 39-й розіграш чемпіонату світу з хокею серед молодіжних команд під егідою Міжнародної федерації хокею із шайбою (ІІХФ), який відбувався у Канаді з 26 грудня 2014 року по 5 січня 2015 року. Матчі проходили на льоду «Белл-центр» у Монреалі та «Ейр-Канада-центр» в Торонто.
Збірна Канади виграла золоті медалі, перемігши збірну Росії у фіналі з рахунком 5:4 (16-й титул для Канади). Збірна Словаччини здобула бронзові медалі, перемігши збірну Швеції з рахунком 4:2. Для Словаччини ця медаль стала другою бронзовою медаллю в історії (перша була завойована у 1999 році).
Найкращим бомбардиром турніру став канадський нападник Сем Райнгарт із 11 очками (5+6), а найціннішим гравцем (MVP) був визнаний воротар збірної Словаччини Деніс Годла.

## Формат турніру
Згідно з регламентом змагань 10 команд, що поділені на дві групи по 5 команд у кожній, змагаються у попередньому раунді. Кожна з команд проводить по чотири зустрічі у групі за круговою системою та виходить до раунду плей-оф, а команди, що посіли 5-е місце потрапляють до втішного раунду.
 
Чотири найкращі команди проводять перехресні матчі у чвертьфіналі: 1A проти 4В, 1B проти 4А, 2А проти 3B і 2B проти 3А. Переможець кожного чвертьфіналу потрапляє до півфіналу.
Переможець кожного півфіналу змагатиметься у фіналі за золоті медалі, в той час як переможені будуть змагатися за бронзові нагороди у матчі за 3-є місце.

## Арени
| «Ейр-Канада-центр» Місткість: 19 746 | «Белл-центр» Місткість: 21 273 |
| ------------------------------------ | ------------------------------ |
|                                      |                                |
| Канада – Торонто                     | Канада – Монреаль              |

## Судійство
ІІХФ обрала 12 головних і 10 лінійних суддів для забезпечення судійства на чемпіонаті світу.
| Головні судді - Владімір Балушка - Ларс Брюггеманн - Роман Гофман - Антонін Єржабек - Мікко Кауккокарі - Джеффрі Міллер - Лінус Елунд - Костянтин Оленін - Стів Патафі - Паскаль Сен-Жак - Маркус Віннерборг - Тобіас Верлі | Лінійні судді - Джордан Браун - П'єр Деган - Гліб Лазарев - Мірослав Лготський - Андреас Мальмквіст - Беван Міллз - Яні Песонен - Микола Пономарьов - Джадсон Ріттер - Сімон Вуст |

## Склад груп
| Група A                                                                | Група B                                                        |
| ---------------------------------------------------------------------- | -------------------------------------------------------------- |
| Група A (Монреаль) - Фінляндія - Канада - США - Словаччина - Німеччина | Група B (Торонто) - Росія - Швеція - Чехія - Швейцарія - Данія |

## Склади команд
Склад кожної збірної на чемпіонататі світу 2015 складається не менше ніж з 15 польових гравців (нападники і захисники) і 2 воротарів, і не більше ніж з 20 польових гравців і 3 воротарів.

## Попередній раунд
|  | Команда переходить у чвертьфінал          |
|  | Команда змагається у турнірі на вибування |

### Група A
| Команда    | І | В | ВО | ПО | П | Ш      | +/- | О  |
| ---------- | - | - | -- | -- | - | ------ | --- | -- |
| Канада     | 4 | 4 | 0  | 0  | 0 | 21 : 4 | +17 | 12 |
| США        | 4 | 2 | 1  | 0  | 1 | 14 : 6 | +8  | 8  |
| Словаччина | 4 | 2 | 0  | 0  | 2 | 7 : 14 | –7  | 6  |
| Фінляндія  | 4 | 1 | 0  | 1  | 2 | 5 : 8  | –3  | 4  |
| Німеччина  | 4 | 0 | 0  | 0  | 4 | 2 : 17 | –15 | 0  |

Час початку матчів місцевий (UTC-5)
| 26 грудня 2014 15:00 | Фінляндія | 1 : 2 (Б) (1:1, 0:0, 0:0) (ОТ: 0:0) (0:1) | США | Белл-центр, Монреаль Глядачів: 8 006 |

| Протокол                               | Протокол       | Протокол                                                | Протокол     | Протокол                                                                       |
| -------------------------------------- | -------------- | ------------------------------------------------------- | ------------ | ------------------------------------------------------------------------------ |
|                                        | Вілле Хуссо    | Голкіпери                                               | Тетчер Демко | Арбітри: Костянтин Оленін Тобіас Верлі Лінійні судді: Гліб Лазарев Беван Міллз |
| Рантанен 01:22 Лехконен Іконен Капанен | 1:0 1:1 Буліти | 39:13 Тач (Ейчел, Деанджело б) Ейчел Мілано де Лео (пб) |              | Арбітри: Костянтин Оленін Тобіас Верлі Лінійні судді: Гліб Лазарев Беван Міллз |
| 12 хв.                                 | Вилучення      | 12 хв.                                                  |              | Арбітри: Костянтин Оленін Тобіас Верлі Лінійні судді: Гліб Лазарев Беван Міллз |
| 29                                     | Кидки          | 38                                                      |              | Арбітри: Костянтин Оленін Тобіас Верлі Лінійні судді: Гліб Лазарев Беван Міллз |

| 26 грудня 2014 20:00 | Канада | 8 : 0 (3:0, 4:0, 1:0) | Словаччина | Белл-центр, Монреаль Глядачів: 14 142 |

| Протокол | Протокол                        | Протокол  | Протокол                                     | Протокол                                                                            |
| --- | ------------------------------- | --------- | -------------------------------------------- | ----------------------------------------------------------------------------------- |
| | Закарі Фукале                   | Голкіпери | Деніс Годла (31:35) Давід Околічаний (28:25) | Арбітри: Стів Патафі Маркус Віннерборг Лінійні судді: Мірослав Лготський Сімон Вуст |
| Фаббрі (Дюклер, Райнгарт) 04:52 Дюклер (Домі) 08:17 Фаббрі (Петан, Бові) 09:09 Пол (Краус, Віртанен) 26:56 Пойнт (Фаббрі, Петан) 31:35 Домі (Бові, Райнгарт) 36:14 Петан (Фаббрі, Гікеттс) 37:21 Віртанен (Пойнт) 56:41 | 1:0 2:0 3:0 4:0 5:0 6:0 7:0 8:0 |           |                                              | Арбітри: Стів Патафі Маркус Віннерборг Лінійні судді: Мірослав Лготський Сімон Вуст |
| 6 хв. | Вилучення                       | 16 хв.    |                                              | Арбітри: Стів Патафі Маркус Віннерборг Лінійні судді: Мірослав Лготський Сімон Вуст |
| 34 | Кидки                           | 12        |                                              | Арбітри: Стів Патафі Маркус Віннерборг Лінійні судді: Мірослав Лготський Сімон Вуст |

| 27 грудня 2014 16:00 | Словаччина | 2 : 1 (1:1, 1:0, 0:0) | Фінляндія | Белл-центр, Монреаль Глядачів: 6 007 |

| Протокол                                                 | Протокол    | Протокол                         | Протокол   | Протокол                                                                        |
| -------------------------------------------------------- | ----------- | -------------------------------- | ---------- | ------------------------------------------------------------------------------- |
|                                                          | Деніс Годла | Голкіпери                        | Юусе Сарос | Арбітри: Паскаль Сен-Жак Маркус Віннеборг Лінійні судді: Беван Міллз Сімон Вуст |
| Цегларик (Реваї б) — 09:19 Голенда (Реваї, Ярош) — 26:03 | 0:1 1:1 2:1 | 07:01 — Рантанен (Іконен, Хінтц) |            | Арбітри: Паскаль Сен-Жак Маркус Віннеборг Лінійні судді: Беван Міллз Сімон Вуст |
| 12 хв.                                                   | Вилучення   | 6 хв.                            |            | Арбітри: Паскаль Сен-Жак Маркус Віннеборг Лінійні судді: Беван Міллз Сімон Вуст |
| 12                                                       | Кидки       | 38                               |            | Арбітри: Паскаль Сен-Жак Маркус Віннеборг Лінійні судді: Беван Міллз Сімон Вуст |

| 27 грудня 2014 20:00 | Німеччина | 0 : 4 (0:2, 0:0, 0:2) | Канада | Белл-центр, Монреаль Глядачів: 12 733 |

| Протокол | Протокол        | Протокол | Протокол   | Протокол                                                                           |
| -------- | --------------- | --- | ---------- | ---------------------------------------------------------------------------------- |
|          | Кевін Райх      | Голкіпери | Ерік Комрі | Арбітри: Джеффрі Міллер Тобіас Верлі Лінійні судді: Гліб Лазарев Андреас Малмквіст |
|          | 0:1 0:2 0:3 0:4 | 04:11 — Мак-Девід (Морріссі, Петан б) 12:42 — Лазар (Мак-Девід, Петан) 49:14 — Домі (Райнгарт б) 55:44 — Бові (Петан, Мак-Девід б) |            | Арбітри: Джеффрі Міллер Тобіас Верлі Лінійні судді: Гліб Лазарев Андреас Малмквіст |
| 18 хв.   | Вилучення       | 22 хв. |            | Арбітри: Джеффрі Міллер Тобіас Верлі Лінійні судді: Гліб Лазарев Андреас Малмквіст |
| 17       | Кидки           | 31 |            | Арбітри: Джеффрі Міллер Тобіас Верлі Лінійні судді: Гліб Лазарев Андреас Малмквіст |

| 28 грудня 2014 20:00 | США | 6 : 0 (2:0, 2:0, 2:0) | Німеччина | Белл-центр, Монреаль Глядачів: 7 000 |

| Протокол | Протокол                | Протокол  | Протокол     | Протокол                                                                                      |
| --- | ----------------------- | --------- | ------------ | --------------------------------------------------------------------------------------------- |
| | Брендон Галверсон       | Голкіпери | Ілля Шаріпов | Арбітри: Владімір Балушка Мікко Каукокарі Лінійні судді: Мирослав Лготський Андреас Малмквіст |
| Метьюс (Шмольц) — 04:44 Фешінг (Ларкін) — 12:30 Мілано — 22:48 Ларкін (Ганіфін) — 35:04 Ейчел (Мотте, Тач) — 54:09 Ларкін (Фешінг, Веренскі) — 04:44 | 1:0 2:0 3:0 4:0 5:0 6:0 |           |              | Арбітри: Владімір Балушка Мікко Каукокарі Лінійні судді: Мирослав Лготський Андреас Малмквіст |
| 6 хв. | Вилучення               | 14 хв.    |              | Арбітри: Владімір Балушка Мікко Каукокарі Лінійні судді: Мирослав Лготський Андреас Малмквіст |
| 53 | Кидки                   | 14        |              | Арбітри: Владімір Балушка Мікко Каукокарі Лінійні судді: Мирослав Лготський Андреас Малмквіст |

| 29 грудня 2014 16:00 | США | 3 : 0 (0:0, 1:0, 2:0) | Словаччина | Белл-центр, Монреаль Глядачів: 8 798 |

| Протокол                                                              | Протокол     | Протокол  | Протокол    | Протокол                                                                         |
| --------------------------------------------------------------------- | ------------ | --------- | ----------- | -------------------------------------------------------------------------------- |
|                                                                       | Тетчер Демко | Голкіпери | Деніс Годла | Арбітри: Роман Гофман Тобіас Верлі Лінійні судді: Мірослав Лготський Беван Міллз |
| Мілано (Ларкін) — 37:42 Ларкін — 42:38 Гейден (Карло, Метьюс) — 59:07 | 1:0 2:0 3:0  |           |             | Арбітри: Роман Гофман Тобіас Верлі Лінійні судді: Мірослав Лготський Беван Міллз |
| 4 хв.                                                                 | Вилучення    | 2 хв.     |             | Арбітри: Роман Гофман Тобіас Верлі Лінійні судді: Мірослав Лготський Беван Міллз |
| 45                                                                    | Кидки        | 17        |             | Арбітри: Роман Гофман Тобіас Верлі Лінійні судді: Мірослав Лготський Беван Міллз |

| 29 грудня 2014 20:00 | Фінляндія | 1 : 4 (0:1, 1:1, 0:2) | Канада | Белл-центр, Монреаль Глядачів: 15 718 |

| Протокол         | Протокол            | Протокол | Протокол      | Протокол                                                                      |
| ---------------- | ------------------- | --- | ------------- | ----------------------------------------------------------------------------- |
|                  | Юусе Сарос          | Голкіпери | Закарі Фукале | Арбітри: Ларс Брюггеман Антонін Єрабек Лінійні судді: Гліб Лазарев Сімон Вуст |
| Лехконен — 38:46 | 0:1 0:2 1:2 1:3 1:4 | 05:32 — Райнгарт (Теодор б) 33:34 — Райнгарт (Дюклер, Домі) 51:15 — Дюклер (Домі, Бові) 54:25 — Лазар (Морріссі, Фаббрі б) |               | Арбітри: Ларс Брюггеман Антонін Єрабек Лінійні судді: Гліб Лазарев Сімон Вуст |
| 8 хв.            | Вилучення           | 6 хв. |               | Арбітри: Ларс Брюггеман Антонін Єрабек Лінійні судді: Гліб Лазарев Сімон Вуст |
| 28               | Кидки               | 36 |               | Арбітри: Ларс Брюггеман Антонін Єрабек Лінійні судді: Гліб Лазарев Сімон Вуст |

| 30 грудня 2014 20:00 | Словаччина | 5 : 2 (3:1, 0:0, 2:1) | Німеччина | Белл-центр, Монреаль Глядачів: 5 568 |

| Протокол | Протокол                    | Протокол                                        | Протокол     | Протокол                                                                         |
| --- | --------------------------- | ----------------------------------------------- | ------------ | -------------------------------------------------------------------------------- |
| | Деніс Годла                 | Голкіпери                                       | Ілля Шаріпов | Арбітри: Мікко Каукокарі Лінус Елунд Лінійні судді: Андреас Малмквіст Сімон Вуст |
| Лантоші (Цегларик, Чернак) — 09:58 Реваї (Шольтес) — 13:10 Сукель (Койш, Росандич) — 15:03 Реваї — 44:05 Реваї — 59:05 | 1:0 2:0 3:0 3:1 4:1 4:2 5:2 | 18:46 — Тіффельс (Кагун б) 45:36 — Тіффельс (б) |              | Арбітри: Мікко Каукокарі Лінус Елунд Лінійні судді: Андреас Малмквіст Сімон Вуст |
| 8 хв. | Вилучення                   | 4 хв.                                           |              | Арбітри: Мікко Каукокарі Лінус Елунд Лінійні судді: Андреас Малмквіст Сімон Вуст |
| 35 | Кидки                       | 30                                              |              | Арбітри: Мікко Каукокарі Лінус Елунд Лінійні судді: Андреас Малмквіст Сімон Вуст |

| 31 грудня 2014 16:00 | Канада | 5 : 3 (0:0, 2:1, 3:2) | США | Белл-центр, Монреаль |

| Протокол | Протокол                        | Протокол                                                                                   | Протокол     | Протокол                                                                                        |
| --- | ------------------------------- | ------------------------------------------------------------------------------------------ | ------------ | ----------------------------------------------------------------------------------------------- |
| | Ерік Комрі                      | Голкіпери                                                                                  | Тетчер Демко | Арбітри: Мікко Каукокарі Маркус Віннерборг Лінійні судді: Мирослав Лготський Андреас Мальмквіст |
| Домі (Райнгарт) — 27:07 Морріссі (Фаббрі, Петан б) — 30:11 Лазар (Макдевід) — 50:01 Райнгарт (п.в.) — 59:06 Домі (Райнгарт п.в.) — 59:56 | 1:0 2:0 2:1 3:1 3:2 4:2 4:3 5:3 | 33:12 — Деанджело (Ейчел, Мілано) 57:26 — Ларкін (Фешінг, Мілано) 59:18 — Ларкін (Ганіфін) |              | Арбітри: Мікко Каукокарі Маркус Віннерборг Лінійні судді: Мирослав Лготський Андреас Мальмквіст |
| 6 хв. | Вилучення                       | 4 хв.                                                                                      |              | Арбітри: Мікко Каукокарі Маркус Віннерборг Лінійні судді: Мирослав Лготський Андреас Мальмквіст |
| 43 | Кидки                           | 28                                                                                         |              | Арбітри: Мікко Каукокарі Маркус Віннерборг Лінійні судді: Мирослав Лготський Андреас Мальмквіст |

| 31 грудня 2014 20:00 | Німеччина | 0 : 2 (0:1, 0:1, 0:0) | Фінляндія | Белл-центр, Монреаль Глядачів: 3 991 |

| Протокол | Протокол   | Протокол                                          | Протокол    | Протокол                                                                       |
| -------- | ---------- | ------------------------------------------------- | ----------- | ------------------------------------------------------------------------------ |
|          | Кевін Райх | Голкіпери                                         | Вілле Хуссо | Арбітри: Роман Гофман Костянтин Оленін Лінійні судді: Гліб Лазарев Беван Міллз |
|          | 0:1 0:2    | 02:47 — Хонка 34:22 — Рантанен (Люютінен, Мякеля) |             | Арбітри: Роман Гофман Костянтин Оленін Лінійні судді: Гліб Лазарев Беван Міллз |
| 8 хв.    | Вилучення  | 2 хв.                                             |             | Арбітри: Роман Гофман Костянтин Оленін Лінійні судді: Гліб Лазарев Беван Міллз |
| 24       | Кидки      | 38                                                |             | Арбітри: Роман Гофман Костянтин Оленін Лінійні судді: Гліб Лазарев Беван Міллз |

### Група В
| Команда   | І | В | ВО | ПО | П | Ш       | +/- | О  |
| --------- | - | - | -- | -- | - | ------- | --- | -- |
| Швеція    | 4 | 4 | 0  | 0  | 0 | 18 : 6  | +12 | 12 |
| Чехія     | 4 | 1 | 1  | 0  | 2 | 12 : 14 | −2  | 5  |
| Росія     | 4 | 1 | 1  | 0  | 2 | 13 : 9  | +4  | 5  |
| Данія     | 4 | 0 | 1  | 2  | 1 | 10 : 15 | −5  | 4  |
| Швейцарія | 4 | 1 | 0  | 1  | 2 | 9 : 18  | −9  | 4  |

Час початку матчів місцевий (UTC-5)
| 26 грудня 2014 13:00 | Данія | 2 : 3 (Б) (2:0, 0:1, 0:1) (ОТ: 0:0) (Б: 0:1) | Росія | Белл-центр, Монреаль Глядачів: 12 412 |

| Протокол                                                                                    | Протокол               | Протокол                                                                                | Протокол     | Протокол                                                                         |
| ------------------------------------------------------------------------------------------- | ---------------------- | --------------------------------------------------------------------------------------- | ------------ | -------------------------------------------------------------------------------- |
|                                                                                             | Георг Серенсен         | Голкіпери                                                                               | Ілля Сорокін | Арбітри: Ларс Брюггеман Антонін Єржабек Лінійні судді: Джордан Браун Яні Песонен |
| Бйоркстранд (Ларсен, Асперуп) — 13:15 Елерс (Бйоркстранд, Ларсен) — 15:49 Елерс Бйоркстранд | 1:0 2:0 2:1 2:2 Буліти | 39:13 — Голдобін (Проворов, Валієв) 44:37 — Мамін (Брюквін, Шаров) Толчинський Голдобін |              | Арбітри: Ларс Брюггеман Антонін Єржабек Лінійні судді: Джордан Браун Яні Песонен |
| 8 хв.                                                                                       | Вилучення              | 8 хв.                                                                                   |              | Арбітри: Ларс Брюггеман Антонін Єржабек Лінійні судді: Джордан Браун Яні Песонен |
| 40                                                                                          | Кидки                  | 26                                                                                      |              | Арбітри: Ларс Брюггеман Антонін Єржабек Лінійні судді: Джордан Браун Яні Песонен |

| 26 грудня 2014 17:00 | Швеція | 5 : 2 (2:0, 1:2, 2:0) | Чехія | Белл-центр, Монреаль Глядачів: 13 077 |

| Протокол | Протокол                    | Протокол                                     | Протокол      | Протокол                                                                           |
| --- | --------------------------- | -------------------------------------------- | ------------- | ---------------------------------------------------------------------------------- |
| | Лінус Седерстрем            | Голкіпери                                    | Вітек Ванечек | Арбітри: Владімір Балушка Мікко Каукокарі Лінійні судді: П'єр Дешан Джатсон Ріттер |
| Кемпе (Ліндблум, Форслінг) — 14:46 Лооке (Валльмарк) — 19:13 Нюландер (Ліндблум) — 30:29 Кемпе (Гольмстрем, Ліндблум) — 45:37 де ла Росе (Блід, Форслінг) — 47:38 | 1:0 2:0 2:1 2:2 3:2 4:2 5:2 | 23:33 — Врана 30:02 — Врана (О. Каше, Кемпф) |               | Арбітри: Владімір Балушка Мікко Каукокарі Лінійні судді: П'єр Дешан Джатсон Ріттер |
| 8 хв. | Вилучення                   | 30 хв.                                       |               | Арбітри: Владімір Балушка Мікко Каукокарі Лінійні судді: П'єр Дешан Джатсон Ріттер |
| 27 | Кидки                       | 29                                           |               | Арбітри: Владімір Балушка Мікко Каукокарі Лінійні судді: П'єр Дешан Джатсон Ріттер |

| 27 грудня 2014 13:00 | Данія | 1 : 5 (0:3, 1:2, 0:0) | Швеція | Белл-центр, Монреаль Глядачів: 13 018 |

| Протокол                            | Протокол                | Протокол | Протокол         | Протокол                                                                           |
| ----------------------------------- | ----------------------- | --- | ---------------- | ---------------------------------------------------------------------------------- |
|                                     | Георг Серенсен          | Голкіпери | Лінус Седерстрем | Арбітри: Роман Гофман Антонін Єржабек Лінійні судді: Яні Песонен Микола Пономарьов |
| Олесен (Нільсен, Гольмберг) — 21:01 | 0:1 0:2 0:3 1:3 1:4 1:5 | 09:48 — Валльмарк 11:36 — Блід (Аго, Лагессон) 19:27 — Нюландер (де ла Росе, Бергман) 20:13 — де ла Росе (Карлссон, Блід) 37:26 — Аго (Валльмарк, де ла Росе б) |                  | Арбітри: Роман Гофман Антонін Єржабек Лінійні судді: Яні Песонен Микола Пономарьов |
| 12 хв.                              | Вилучення               | 8 хв. |                  | Арбітри: Роман Гофман Антонін Єржабек Лінійні судді: Яні Песонен Микола Пономарьов |
| 20                                  | Кидки                   | 44 |                  | Арбітри: Роман Гофман Антонін Єржабек Лінійні судді: Яні Песонен Микола Пономарьов |

| 27 грудня 2014 17:00 | Чехія | 2 : 5 (2:2, 0:3, 0:0) | Швейцарія | Белл-центр, Монреаль Глядачів: 12 926 |

| Протокол                                                           | Протокол                    | Протокол | Протокол    | Протокол                                                                    |
| ------------------------------------------------------------------ | --------------------------- | --- | ----------- | --------------------------------------------------------------------------- |
|                                                                    | Вітек Ванечек               | Голкіпери | Готьє Деклу | Арбітри: Ларс Брюггеман Лінус Елунд Лінійні судді: Джордан Браун П'єр Дешан |
| Ружичка (Немечек, Шпачек) — 01:44 Клок (Здрагал, Пастрняк) — 04:42 | 0:1 1:1 2:1 2:2 2:3 2:4 2:5 | 00:46 — Фіала (Маєр) 11:37 — Фіала (Мальгін, Маєр б) 20:45 — Род (Фацціні) 21:29 — Вайзер (Швері) 34:41 — Фацціні (Мюллер, Род б) |             | Арбітри: Ларс Брюггеман Лінус Елунд Лінійні судді: Джордан Браун П'єр Дешан |
| 4 хв.                                                              | Вилучення                   | 10 хв. |             | Арбітри: Ларс Брюггеман Лінус Елунд Лінійні судді: Джордан Браун П'єр Дешан |
| 29                                                                 | Кидки                       | 35 |             | Арбітри: Ларс Брюггеман Лінус Елунд Лінійні судді: Джордан Браун П'єр Дешан |

| 28 грудня 2014 17:00 | Швейцарія | 0 : 7 (0:3, 0:2, 0:2) | Росія | Белл-центр, Монреаль Глядачів: 15 125 |

| Протокол | Протокол                                  | Протокол | Протокол        | Протокол                                                                         |
| -------- | ----------------------------------------- | --- | --------------- | -------------------------------------------------------------------------------- |
|          | Готьє Деклу (40:00) Людовік Вебер (20:00) | Голкіпери | Ігор Шестьоркін | Арбітри: Лінус Елунд Стів Патафі Лінійні судді: Микола Пономарьов Джатсон Ріттер |
|          | 0:1 0:2 0:3 0:4 0:5 0:6 0:7               | 11:28 — Рафіков (Голишев, Бучневич б) 18:26 — Дергачов (Бринцев) 19:37 — Бучневич (Барбашов, Рафіков) 35:29 — Толчинський (Голдобін, Каменєв) 37:36 — Шаров (Мамін) 54:59 — Каменєв (б) 55:41 — Лещенко (Барбашов, Бучневич) |                 | Арбітри: Лінус Елунд Стів Патафі Лінійні судді: Микола Пономарьов Джатсон Ріттер |
| 41 хв.   | Вилучення                                 | 22 хв. |                 | Арбітри: Лінус Елунд Стів Патафі Лінійні судді: Микола Пономарьов Джатсон Ріттер |
| 32       | Кидки                                     | 23 |                 | Арбітри: Лінус Елунд Стів Патафі Лінійні судді: Микола Пономарьов Джатсон Ріттер |

| 29 грудня 2014 13:00 | Чехія | 4 : 3 (ОТ) (1:1, 1:1, 1:1) (ОТ:1:0) | Данія | Белл-центр, Монреаль Глядачів: 12 038 |

| Протокол | Протокол                    | Протокол                                                                       | Протокол       | Протокол                                                                                |
| --- | --------------------------- | ------------------------------------------------------------------------------ | -------------- | --------------------------------------------------------------------------------------- |
| | Вітек Ванечек               | Голкіпери                                                                      | Георг Серенсен | Арбітри: Костянтин Оленін Маркус Віннерборг Лінійні судді: Джордан Браун Джадсон Ріттер |
| Штенцел (Д. Каше, Пастрняк б) — 10:22 Коштялек (Пастрняк, Баранек) — 24:36 Кубалик (Штенцел, Заха) — 56:58 Пастрняк (Штенцел) — 61:01 | 0:1 1:1 2:1 2:2 2:3 3:3 4:3 | 03:58 — Еллер 37:08 — Бйоркстранд (Елерс, Асперуп б) 46:05 — Асперуп (Елерс б) |                | Арбітри: Костянтин Оленін Маркус Віннерборг Лінійні судді: Джордан Браун Джадсон Ріттер |
| 10 хв. | Вилучення                   | 12 хв.                                                                         |                | Арбітри: Костянтин Оленін Маркус Віннерборг Лінійні судді: Джордан Браун Джадсон Ріттер |
| 48 | Кидки                       | 14                                                                             |                | Арбітри: Костянтин Оленін Маркус Віннерборг Лінійні судді: Джордан Браун Джадсон Ріттер |

| 29 грудня 2014 17:00 | Швеція | 3 : 2 (1:0, 0:1, 2:1) | Росія | Белл-центр, Монреаль Глядачів: 16 710 |

| Протокол | Протокол         | Протокол                                                               | Протокол     | Протокол                                                                       |
| --- | ---------------- | ---------------------------------------------------------------------- | ------------ | ------------------------------------------------------------------------------ |
| | Лінус Седерстрем | Голкіпери                                                              | Ілля Сорокін | Арбітри: Джеффрі Міллер Паскаль Сен-Джек Лінійні судді: П'єр Деген Яні Песонен |
| Форслінг (Кемпе, Гольмстрем б) — 10:38 Форслінг (Нюландер, Кемпе б) — 46:44 Гольмстрем (Ліндблум, Нюландер) — 50:53 | 1:0 1:2 2:2 3:2  | 34:15 — Лещенко (Пайгін, Барбашов) 42:23 — Лещенко (Бучневич, Рафіков) |              | Арбітри: Джеффрі Міллер Паскаль Сен-Джек Лінійні судді: П'єр Деген Яні Песонен |
| 6 хв. | Вилучення        | 12 хв.                                                                 |              | Арбітри: Джеффрі Міллер Паскаль Сен-Джек Лінійні судді: П'єр Деген Яні Песонен |
| 26 | Кидки            | 29                                                                     |              | Арбітри: Джеффрі Міллер Паскаль Сен-Джек Лінійні судді: П'єр Деген Яні Песонен |

| 30 грудня 2014 17:00 | Швейцарія | 3 : 4 (Б) (2:1, 1:2, 0:0) (ОТ: 0:0) (Б: 0:1) | Данія | Белл-центр, Монреаль Глядачів: 13 263 |

| Протокол                                                                                              | Протокол                       | Протокол | Протокол       | Протокол                                                                          |
| --- | ------------------------------ | --- | -------------- | --------------------------------------------------------------------------------- |
| | Готьє Деклу                    | Голкіпери | Георг Серенсен | Арбітри: Стів Патафі Паскаль Сен-Джек Лінійні судді: П'єр Деген Микола Пономарьов |
| Шмідлі (Гішир) — 10:48 Фіала (Мальгін, Маєр) — 11:54 Маєр (Зігенталер, Мальгін) —32:43 Фіала Маєр Род | 1:0 2:0 2:1 2:2 3:2 3:3 Буліти | 17:58 — Бйоркстранд (Елерс, Еллер) 32:19 — Крогсгор (Герцберг, Огор) 35:40 — Огор (Олесен) Елерс Бйоркстранд (пб) Огор |                | Арбітри: Стів Патафі Паскаль Сен-Джек Лінійні судді: П'єр Деген Микола Пономарьов |
| 10 хв.                                                                                                | Вилучення                      | 8 хв. |                | Арбітри: Стів Патафі Паскаль Сен-Джек Лінійні судді: П'єр Деген Микола Пономарьов |
| 45 | Кидки                          | 23 |                | Арбітри: Стів Патафі Паскаль Сен-Джек Лінійні судді: П'єр Деген Микола Пономарьов |

| 31 грудня 2014 13:00 | Швейцарія | 1 : 5 (1:1, 0:4, 0:0) | Швеція | Белл-центр, Монреаль Глядачів: 13 857 |

| Протокол                 | Протокол                | Протокол | Протокол         | Протокол                                                                                 |
| ------------------------ | ----------------------- | --- | ---------------- | ---------------------------------------------------------------------------------------- |
|                          | Людовик Вебер           | Голкіпери | Лінус Седерстрем | Арбітри: Владімір Балушка Джеффрі Міллер Лінійні судді: Микола Пономарьов Джадсон Ріттер |
| Ратгеб (Фацціні) — 03:29 | 1:0 1:1 1:2 1:3 1:4 1:5 | 04:52 — Кемпе (Форслінг, Гольмстрем б) 23:27 — Ліндблум (Нюландер, Гольмстрем) 26:03 — Ліндблум (Хег, Нюландер) 34:45 — Ліндблум (Форслінг, Нюландер) 35:11 — Лооке (Карлссон, Ен) |                  | Арбітри: Владімір Балушка Джеффрі Міллер Лінійні судді: Микола Пономарьов Джадсон Ріттер |
| 31 хв.                   | Вилучення               | 12 хв. |                  | Арбітри: Владімір Балушка Джеффрі Міллер Лінійні судді: Микола Пономарьов Джадсон Ріттер |
| 22                       | Кидки                   | 39 |                  | Арбітри: Владімір Балушка Джеффрі Міллер Лінійні судді: Микола Пономарьов Джадсон Ріттер |

| 31 грудня 2014 17:00 | Росія | 1 : 4 (0:1, 1:1, 0:2) | Чехія | Белл-центр, Монреаль Глядачів: 12 566 |

| Протокол                     | Протокол            | Протокол | Протокол         | Протокол                                                                      |
| ---------------------------- | ------------------- | --- | ---------------- | ----------------------------------------------------------------------------- |
|                              | Ігор Шестьоркін     | Голкіпери | Мірослав Свобода | Арбітри: Ларс Брюггеман Тобіас Верлі Лінійні судді: Джордан Браун Яні Песонен |
| Барбашов (Лещенко б) — 35:44 | 0:1 0:2 1:2 1:3 1:4 | 11:05 — Здрагал (Пастрняк, Коштялек) 24:32 — Заха (Пастрняк, Коштялек) 42:54 — Здрагал (Пастрняк, Машин) 59:13 — О. Каше (Врана, Кемпф п.в.) |                  | Арбітри: Ларс Брюггеман Тобіас Верлі Лінійні судді: Джордан Браун Яні Песонен |
| 2 хв.                        | Вилучення           | 6 хв. |                  | Арбітри: Ларс Брюггеман Тобіас Верлі Лінійні судді: Джордан Браун Яні Песонен |
| 17                           | Кидки               | 26 |                  | Арбітри: Ларс Брюггеман Тобіас Верлі Лінійні судді: Джордан Браун Яні Песонен |

## Турнір на вибування
|  | Команда кваліфікується до чемпіонату світу 2016 |
|  | Команда вибуває до дивізіону I                  |

Час початку матчів місцевий (UTC-5)
| 2 січня 2015 11:00 | Швейцарія | 5 : 2 (1:0, 3:1, 1:1) | Німеччина | Ейр-Канада-центр, Торонто Глядачів: 7 409 |

| Протокол | Протокол                    | Протокол                                        | Протокол                                | Протокол                                                                      |
| --- | --------------------------- | ----------------------------------------------- | --------------------------------------- | ----------------------------------------------------------------------------- |
| | Готьє Деклу                 | Голкіпери                                       | Кевін Райх (40:00) Ілля Шаріпов (20:00) | Арбітри: Мікко Каукокарі Джеффрі Міллер Лінійні судді: П'єр Деген Яні Песонен |
| Фіала (Род, Мальгін) — 03:50 Род (Фора, Мальгін) — 20:54 Фацціні (Хішир) — 25:20 Хішир (Фора, Фацціні) — 33:56 Род (Мальгін) — 45:46 | 1:0 2:0 3:0 3:1 4:1 5:1 5:2 | 28:20 — Туомі (Тіффельс) 55:14 — Курц (Міхеліс) |                                         | Арбітри: Мікко Каукокарі Джеффрі Міллер Лінійні судді: П'єр Деген Яні Песонен |
| 8 хв. | Вилучення                   | 16 хв.                                          |                                         | Арбітри: Мікко Каукокарі Джеффрі Міллер Лінійні судді: П'єр Деген Яні Песонен |
| 32 | Кидки                       | 31                                              |                                         | Арбітри: Мікко Каукокарі Джеффрі Міллер Лінійні судді: П'єр Деген Яні Песонен |

| 3 січня 2015 19:00 | Німеччина | 2 : 5 (1:2, 1:1, 0:2) | Швейцарія | Ейр-Канада-центр, Торонто Глядачів: 8 392 |

| Протокол                                                    | Протокол                    | Протокол | Протокол    | Протокол                                                                         |
| ----------------------------------------------------------- | --------------------------- | --- | ----------- | -------------------------------------------------------------------------------- |
|                                                             | Кевін Райх                  | Голкіпери | Готьє Деклу | Арбітри: Антонін Єржабек Лінус Елунд Лінійні судді: Джордан Браун Джатсон Ріттер |
| Туомі (Бендер, Міхеліс б) — 13:58 Едер (Тіффельс б) — 38:10 | 1:0 1:1 1:2 1:3 2:3 2:4 2:5 | 15:10 — Фухс (Фацціні, Маєр) 16:17 — Мальгін (Род, Фіала) 31:12 — Сутер (Хішир) 53:25 — Сутер (Хішир) 54:19 — Маєр (Фухс, Фацціні) |             | Арбітри: Антонін Єржабек Лінус Елунд Лінійні судді: Джордан Браун Джатсон Ріттер |
| 2 хв.                                                       | Вилучення                   | 6 хв. |             | Арбітри: Антонін Єржабек Лінус Елунд Лінійні судді: Джордан Браун Джатсон Ріттер |
| 27                                                          | Кидки                       | 27 |             | Арбітри: Антонін Єржабек Лінус Елунд Лінійні судді: Джордан Браун Джатсон Ріттер |

## Плей-оф
|  | Чвертьфінали | Чвертьфінали |        |        | Півфінали   | Півфінали   |  |  | Фінал | Фінал |
|  |              |              |        |        |             |             |  |  |       |       |
|  |              |              |        |        |             |             |  |  |       |       |
|  |              |              |        |        |             |             |  |  |       |       |
|  | Канада       | 8            |        |        |             |             |  |  |       |       |
|  | Канада       | 8            |        |        |             |             |  |  |       |       |
|  | Данія        | 0            |        |        |             |             |  |  |       |       |
|  | Данія        | 0            | Канада | 5      |             |             |  |  |       |       |
|  |              |              | Канада | 5      |             |             |  |  |       |       |
|  |              | Словаччина   | 1      |        |             |             |  |  |       |       |
|  | Чехія        | Словаччина   | 1      | 0      |             |             |  |  |       |       |
|  | Чехія        |              |        | 0      |             |             |  |  |       |       |
|  | Словаччина   | 3            |        |        |             |             |  |  |       |       |
|  | Словаччина   | 3            | Канада | 5      |             |             |  |  |       |       |
|  |              |              | Канада | 5      |             |             |  |  |       |       |
|  |              | Росія        | 4      |        |             |             |  |  |       |       |
|  | Швеція       | Росія        | 4      | 6      |             |             |  |  |       |       |
|  | Швеція       |              |        | 6      |             |             |  |  |       |       |
|  | Фінляндія    | 3            |        |        |             |             |  |  |       |       |
|  | Фінляндія    | 3            | Швеція | 1      | Третє місце | Третє місце |  |  |       |       |
|  |              |              | Швеція | 1      | Третє місце | Третє місце |  |  |       |       |
|  |              | Росія        | 4      |        |             |             |  |  |       |       |
|  | США          | Росія        | 4      | 2      | Словаччина  | 4           |  |  |       |       |
|  | США          |              |        | 2      | Словаччина  | 4           |  |  |       |       |
|  | Росія        | 3            |        | Швеція | 2           |             |  |  |       |       |
|  | Росія        | 3            |        |        | 2           |             |  |  |       |       |
|  |              |              |        |        |             |             |  |  |       |       |
|  |              |              |        |        |             |             |  |  |       |       |

### Чвертьфінали
Час початку матчів місцевий (UTC-5)
| 2 січня 2015 13:00 | США | 2 : 3 (0:2, 1:0, 1:1) | Росія | Белл-центр, Монреаль Глядачів: 8 694 |

| Протокол                                                      | Протокол            | Протокол | Протокол        | Протокол                                                                                     |
| ------------------------------------------------------------- | ------------------- | --- | --------------- | -------------------------------------------------------------------------------------------- |
|                                                               | Тетчер Демко        | Голкіпери | Ігор Шестьоркін | Арбітри: Маркус Віннерборг Тобіас Верлі Лінійні судді: Мірослав Лготський Андреас Мальмквіст |
| Деанджело (Бутчер, Ейчел б) — 32:43 Веренскі (Метьюс) — 48:56 | 0:1 0:2 1:2 1:3 2:3 | 02:31 — Барбашов (Лещенко, Бучневич б) 15:25 — Шаров (Дергачов, Мамін) 41:27 — Толчинський (Пайгін, Голдобін б) |                 | Арбітри: Маркус Віннерборг Тобіас Верлі Лінійні судді: Мірослав Лготський Андреас Мальмквіст |
| 16 хв.                                                        | Вилучення           | 10 хв. |                 | Арбітри: Маркус Віннерборг Тобіас Верлі Лінійні судді: Мірослав Лготський Андреас Мальмквіст |
| 41                                                            | Кидки               | 25 |                 | Арбітри: Маркус Віннерборг Тобіас Верлі Лінійні судді: Мірослав Лготський Андреас Мальмквіст |

| 2 січня 2015 15:00 | Швеція | 6 : 3 (0:0, 3:3, 3:0) | Фінляндія | Ейр-Канада-центр, Торонто Глядачів: 14 440 |

| Протокол | Протокол                            | Протокол                                                                          | Протокол    | Протокол                                                                      |
| --- | ----------------------------------- | --------------------------------------------------------------------------------- | ----------- | ----------------------------------------------------------------------------- |
| | Лінус Седерстрем                    | Голкіпери                                                                         | Вілле Хуссо | Арбітри: Стів Патафі Паскаль Сен-Джек Лінійні судді: Джордан Браун Сімон Вуст |
| Форслінг (Нюландер, Кемпе б) — 24:03 Валльмарк (Аго, Улофссон б) — 24:50 Бродецкі (Норелль, Форслінг) — 28:11 Кемпе (Ліндблум, Гольмстрем б) — 41:24 Ліндблум (Нюландер) — 53:52 Валльмарк (Хег пв) — 59:56 | 0:1 1:1 2:1 3:1 3:2 3:3 4:3 5:3 6:3 | 21:44 — Іконен 29:54 — Рантанен (Іконен, Хінтс) 35:49 — Капанен (Мустонен, Хонка) |             | Арбітри: Стів Патафі Паскаль Сен-Джек Лінійні судді: Джордан Браун Сімон Вуст |
| 12 хв. | Вилучення                           | 12 хв.                                                                            |             | Арбітри: Стів Патафі Паскаль Сен-Джек Лінійні судді: Джордан Браун Сімон Вуст |
| 30 | Кидки                               | 33                                                                                |             | Арбітри: Стів Патафі Паскаль Сен-Джек Лінійні судді: Джордан Браун Сімон Вуст |

| 2 січня 2015 17:00 | Чехія | 0 : 3 (0:1, 0:0, 0:2) | Словаччина | Белл-центр, Монреаль Глядачів: 7 696 |

| Протокол | Протокол         | Протокол                                                                     | Протокол    | Протокол                                                                       |
| -------- | ---------------- | ---------------------------------------------------------------------------- | ----------- | ------------------------------------------------------------------------------ |
|          | Мірослав Свобода | Голкіпери                                                                    | Деніс Годла | Арбітри: Роман Гофман Костянтин Оленін Лінійні судді: Гліб Лазарев Беван Міллз |
|          | 0:1 0:2 0:3      | 18:46 — Кабац (Койш) 54:18 — Цегларик (Лантоші, Росандич) 59:51 — Реваї (пв) |             | Арбітри: Роман Гофман Костянтин Оленін Лінійні судді: Гліб Лазарев Беван Міллз |
| 4 хв.    | Вилучення        | 10 хв.                                                                       |             | Арбітри: Роман Гофман Костянтин Оленін Лінійні судді: Гліб Лазарев Беван Міллз |
| 34       | Кидки            | 36                                                                           |             | Арбітри: Роман Гофман Костянтин Оленін Лінійні судді: Гліб Лазарев Беван Міллз |

| 2 січня 2015 20:00 | Канада | 8 : 0 (2:0, 3:0, 3:0) | Данія | Ейр-Канада-центр, Торонто Глядачів: 18 448 |

| Протокол | Протокол                        | Протокол  | Протокол                                   | Протокол                                                                            |
| --- | ------------------------------- | --------- | ------------------------------------------ | ----------------------------------------------------------------------------------- |
| | Закарі Фукале                   | Голкіпери | Георг Серенсен (46:46) Томас Ліллі (13:14) | Арбітри: Ларс Брюггеман Лінус Елунд Лінійні судді: Микола Пономарьов Джатсон Ріттер |
| Лазар (Мак-Девід) — 10:37 Райнгарт (Дюклер) — 15:17 Краус (Готьє) — 27:50 Мак-Девід — 30:21 Лазар (Гікеттс) — 33:21 Пол (Віртанен, Петан) — 43:08 Пойнт (Макдевід, Лазар) — 45:09 Рітчі (Краус, Гікеттс б) — 59:06 | 1:0 2:0 3:0 4:0 5:0 6:0 7:0 8:0 |           |                                            | Арбітри: Ларс Брюггеман Лінус Елунд Лінійні судді: Микола Пономарьов Джатсон Ріттер |
| 6 хв. | Вилучення                       | 8 хв.     |                                            | Арбітри: Ларс Брюггеман Лінус Елунд Лінійні судді: Микола Пономарьов Джатсон Ріттер |
| 50 | Кидки                           | 14        |                                            | Арбітри: Ларс Брюггеман Лінус Елунд Лінійні судді: Микола Пономарьов Джатсон Ріттер |

### Півфінали
Час початку матчів місцевий (UTC-5)
| 4 січня 2015 16:00 | Швеція | 1 : 4 (0:0, 0:2, 1:2) | Росія | Ейр-Канада-центр, Торонто Глядачів: 15 400 |

| Протокол                            | Протокол            | Протокол | Протокол        | Протокол                                                                    |
| ----------------------------------- | ------------------- | --- | --------------- | --------------------------------------------------------------------------- |
|                                     | Лінус Седерстрем    | Голкіпери | Ігор Шестьоркін | Арбітри: Стів Патафі Тобіас Верлі Лінійні судді: Беван Міллз Джатсон Ріттер |
| Валльмарк (Бродецкі, Кемпе) — 51:30 | 0:1 0:2 0:3 1:3 1:4 | 31:18 — Шаров (Голишев, Дергачов) 32:50 — Пайгін (Валієв, Каменєв б) 41:31 — Шаров (Брюквін, Мамін) 52:39 — Мамін (Фіщенко, Брюквін) |                 | Арбітри: Стів Патафі Тобіас Верлі Лінійні судді: Беван Міллз Джатсон Ріттер |
| 8 хв.                               | Вилучення           | 16 хв. |                 | Арбітри: Стів Патафі Тобіас Верлі Лінійні судді: Беван Міллз Джатсон Ріттер |
| 27                                  | Кидки               | 31 |                 | Арбітри: Стів Патафі Тобіас Верлі Лінійні судді: Беван Міллз Джатсон Ріттер |

| 4 січня 2015 20:00 | Канада | 5 : 1 (1:0, 2:1, 2:0) | Словаччина | Ейр-Канада-центр, Торонто Глядачів: 18 002 |

| Протокол | Протокол                | Протокол                   | Протокол    | Протокол                                                                             |
| --- | ----------------------- | -------------------------- | ----------- | ------------------------------------------------------------------------------------ |
| | Закарі Фукале           | Голкіпери                  | Деніс Годла | Арбітри: Роман Гофман Костянтин Оленін Лінійні судді: Гліб Лазарев Андреас Малмквіст |
| Петан (Макдевід, Лазар б) — 04:27 Петан (Макдевід, Лазар) — 38:06 Теодор (Дюклер) — 39:32 Дюклер (Нерс, Райнгарт) — 42:47 Петан (Макдевід, Лазар б) — 51:59 | 1:0 2:0 3:0 3:1 4:1 5:1 | 39:57 — Шольтес (Паулович) |             | Арбітри: Роман Гофман Костянтин Оленін Лінійні судді: Гліб Лазарев Андреас Малмквіст |
| 6 хв. | Вилучення               | 12 хв.                     |             | Арбітри: Роман Гофман Костянтин Оленін Лінійні судді: Гліб Лазарев Андреас Малмквіст |
| 45 | Кидки                   | 13                         |             | Арбітри: Роман Гофман Костянтин Оленін Лінійні судді: Гліб Лазарев Андреас Малмквіст |

### Матч за 3-є місце
Час початку матчу місцевий (UTC-5)
| 5 січня 2015 16:00 | Швеція | 2 : 4 (2:2, 0:0, 0:2) | Словаччина | Ейр-Канада-центр, Торонто Глядачів: 13 625 |

| Протокол                                             | Протокол                | Протокол | Протокол    | Протокол                                                                         |
| ---------------------------------------------------- | ----------------------- | --- | ----------- | -------------------------------------------------------------------------------- |
|                                                      | Лінус Седерстрем        | Голкіпери | Деніс Годла | Арбітри: Роман Гофман Костянтин Оленін Лінійні судді: Беван Міллз Джатсон Ріттер |
| Нюландер (Аго, Гольмстрем) —10:22 Лооке (Ен) — 16:12 | 0:1 0:2 1:2 2:2 2:3 2:4 | 02:43 — Шольтес (Лантоші) 03:22 — Росандич (Скалицький, Реваї) 42:52 — Скалицький (Реваї, Чернак) 59:04 — Койш (Реваї пв) |             | Арбітри: Роман Гофман Костянтин Оленін Лінійні судді: Беван Міллз Джатсон Ріттер |
| 29 хв.                                               | Вилучення               | 6 хв. |             | Арбітри: Роман Гофман Костянтин Оленін Лінійні судді: Беван Міллз Джатсон Ріттер |
| 28                                                   | Кидки                   | 28 |             | Арбітри: Роман Гофман Костянтин Оленін Лінійні судді: Беван Міллз Джатсон Ріттер |

### Фінал
Час початку матчу місцевий (UTC-5)
| 5 січня 2015 20:00 | Канада | 5 : 4 (2:1, 3:3, 0:0) | Росія | Ейр-Канада-центр, Торонто Глядачів: 19 014 |

| Протокол | Протокол                            | Протокол | Протокол                                     | Протокол                                                                                    |
| --- | ----------------------------------- | --- | -------------------------------------------- | ------------------------------------------------------------------------------------------- |
| | Закарі Фукале                       | Голкіпери | Ілля Сорокін (55:58) Ігор Шестьоркін (02:32) | Арбітри: Маркус Віннерборг Тобіас Верлі Лінійні судді: Мирослав Лготський Андреас Малмквіст |
| Дюклер (Домі) — 00:23 Пол (Пойнт, Віртанен) — 02:32 Макдевід (Морріссі) — 25:08 Домі — 27:22 Домі (Райнгарт) —32:30 | 1:0 2:0 2:1 3:1 4:1 5:1 5:2 5:3 5:4 | 09:20 — Юдін (Голишев, Дергачов) 34:21 — Барбашов (Бучневич, Юдін б) 34:53 — Толчинський (Голдобін, Валієв) 37:37 — Голдобін (Толчинський, Каменєв б) |                                              | Арбітри: Маркус Віннерборг Тобіас Верлі Лінійні судді: Мирослав Лготський Андреас Малмквіст |
| 8 хв. | Вилучення                           | 22 хв. |                                              | Арбітри: Маркус Віннерборг Тобіас Верлі Лінійні судді: Мирослав Лготський Андреас Малмквіст |
| 21 | Кидки                               | 30 |                                              | Арбітри: Маркус Віннерборг Тобіас Верлі Лінійні судді: Мирослав Лготський Андреас Малмквіст |

## Статистика

### Підсумкова таблиця
Підсумкова таблиця турніру:
|    | Канада     |
|    | Росія      |
|    | Словаччина |
| 4  | Швеція     |
| 5  | США        |
| 6  | Чехія      |
| 7  | Фінляндія  |
| 8  | Данія      |
| 9  | Швейцарія  |
| 10 | Німеччина  |

### Бомбардири
Список 10 найкращих гравців, сортованих за очками. 
| № | Гравець          | І | Ш | П | О  | Штр | +/- |
| - | ---------------- | - | - | - | -- | --- | --- |
| 1 | Сем Райнгарт     | 7 | 5 | 6 | 11 | +13 | 6   |
| 2 | Нік Петан        | 7 | 4 | 7 | 11 | +4  | 0   |
| 3 | Коннор Мак-Девід | 7 | 3 | 8 | 11 | +8  | 0   |
| 4 | Макс Домі        | 7 | 5 | 5 | 10 | +10 | 4   |
| 5 | Вільям Нюландер  | 7 | 3 | 7 | 10 | -2  | 0   |
| 6 | Кертіс Лазар     | 7 | 5 | 4 | 9  | +8  | 0   |
| 7 | Оскар Ліндблум   | 7 | 4 | 5 | 9  | -1  | 0   |
| 7 | Мартін Реваї     | 7 | 4 | 5 | 9  | -1  | 2   |
| 9 | Адріан Кемпе     | 6 | 4 | 4 | 8  | 0   | 2   |
| 9 | Ентоні Дюклер    | 7 | 4 | 4 | 8  | +11 | 16  |

Джерело: iihf.com [Архівовано 6 січня 2015 у Wayback Machine.] (англ.)

### Найкращі воротарі
Список п'яти найращих воротарів, сортованих за відсотком відбитих кидків. У список включені лише ті гравці, які провели щонайменш 40% хвилин.
| Гравець         | %ЧП    | ПШ | КН   | %ВБ   | І«0» |
| --------------- | ------ | -- | ---- | ----- | ---- |
| Закарі Фукале   | 300:00 | 6  | 1.20 | 93.94 | 0    |
| Ігор Шестьоркін | 242:13 | 8  | 1.98 | 93.80 | 1    |
| Тетчер Демко    | 241:42 | 7  | 1.74 | 93.75 | 1    |
| Деніс Годла     | 391:35 | 18 | 2.76 | 92.56 | 1    |
| Вілле Хуссо     | 183:12 | 7  | 2.29 | 92.31 | 1    |

Джерело: iihf.com [Архівовано 6 січня 2015 у Wayback Machine.] (англ.)

### Нагороди
Джерело: worldjunior2015 [Архівовано 9 січня 2015 у Wayback Machine.] (англ.)
Найкращі гравці, обрані дирекцією ІІХФ
- Найкращий воротар:  Деніс Годла
- Найкращий захисник:  Владислав Гавриков
- Найкращий нападник:  Макс Домі

Команда усіх зірок, обрана ЗМІ
- Воротар:  Деніс Годла
- Захисники:  Густав Форслінг —  Джош Морріссі
- Нападники:  Сем Райнгарт —  Макс Домі —  Коннор Мак-Девід
- Найцінніший гравець (MVP):  Деніс Годла

Найкращі гравці кожної з команд
Найкращі гравці кожної з команд, обрані тренерами.
Джерело: iihf.com [Архівовано 25 січня 2016 у Wayback Machine.] (англ.)
| Команда    | Гравці                                             |
| ---------- | -------------------------------------------------- |
| Данія      | Георг Соренсен Ніколай Елерс Олівер Бйоркстранд    |
| Канада     | Сем Райнгарт Дарнелл Нерс Макс Домі                |
| Німеччина  | Йонас Мюллер Паркер Туомі Фредерік Тіффельс        |
| Росія      | Ігор Шестьоркін Владислав Гавриков Олександр Шаров |
| Словаччина | Деніс Годла Хрістіан Ярош Мартін Реваї             |
| США        | Гадсон Фешінг Вілл Бутчер Ділан Ларкін             |
| Фінляндія  | Юліус Хонка Мікко Рантанен Вілле Хуссо             |
| Чехія      | Давід Пастрняк Патрік Здрагал Давід Немечек        |
| Швейцарія  | Ной Род Тімо Маєр Кевін Фіала                      |
| Швеція     | Роберт Хег Лукас Валльмарк Якоб де ла Росе         |

## Спонсори
Спонсорами молодіжного чемпіонату світу 2015 виступили:
| Партнери по фінансуваннію - Уряд Канади - Quebec — Éducation, du Loisir et du Sport - Tourisme Montreal - Tourism Toronto — Toronto Convention and Visitors Association - Ontario Canada - Ville de Montréal |

| Спонсори - Air Canada - Bauer - Boston Pizza - Canadian Tire - Cheerios - Kraft Foods - Chevrolet - McDonald's - Molson Canadian | - Nestle - Pepsi - Lay's - Gatorade - Purolator Inc. - Samsung - Sport Chek - TIM-BR Mart |

## ТБ-трансляції
Матчі молодіжного чемпіонату світу 2015 транслювалися у декількох країнах: